# Guomao

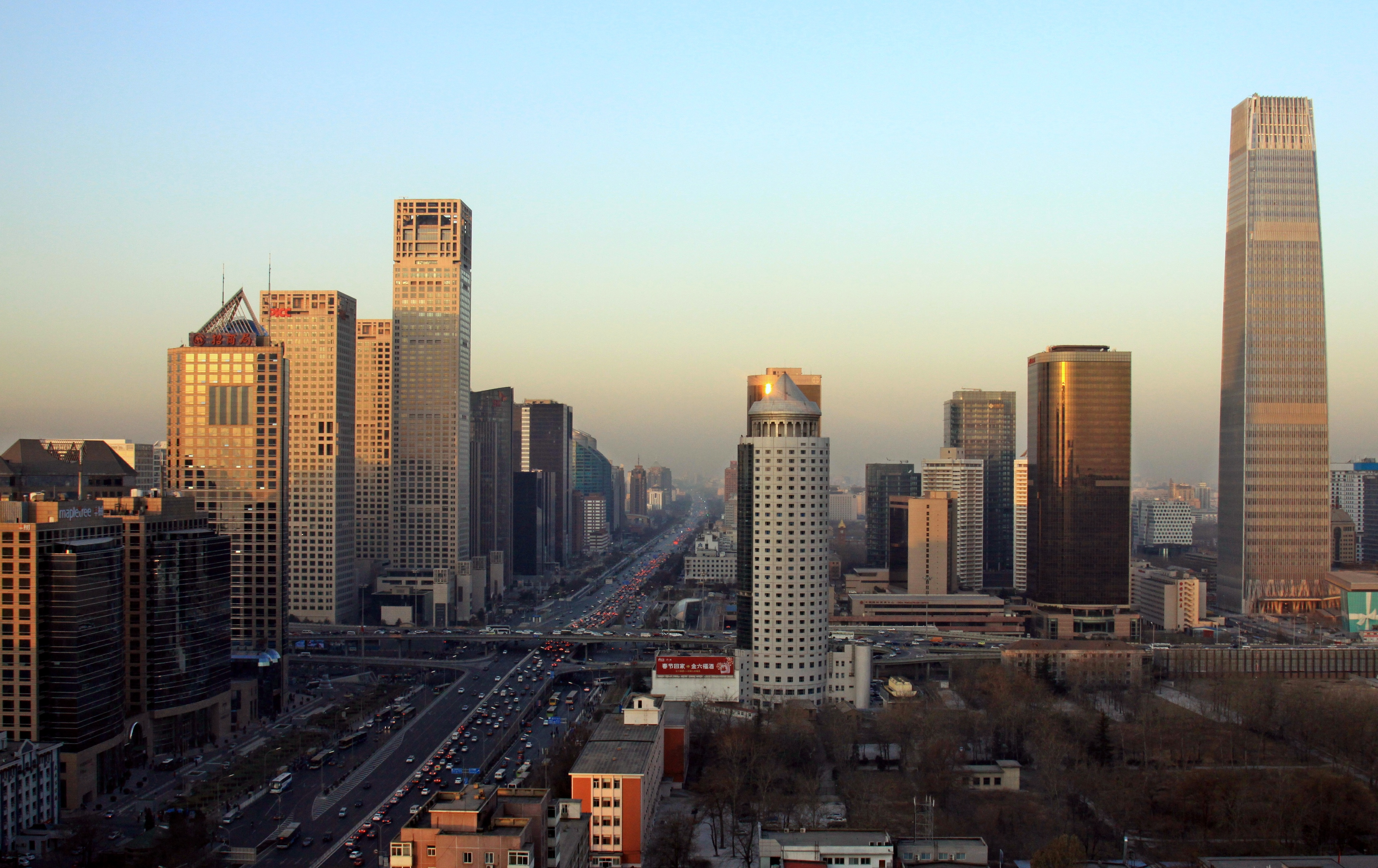
Guomao i Pekings centrala finansdistrikt (2009).

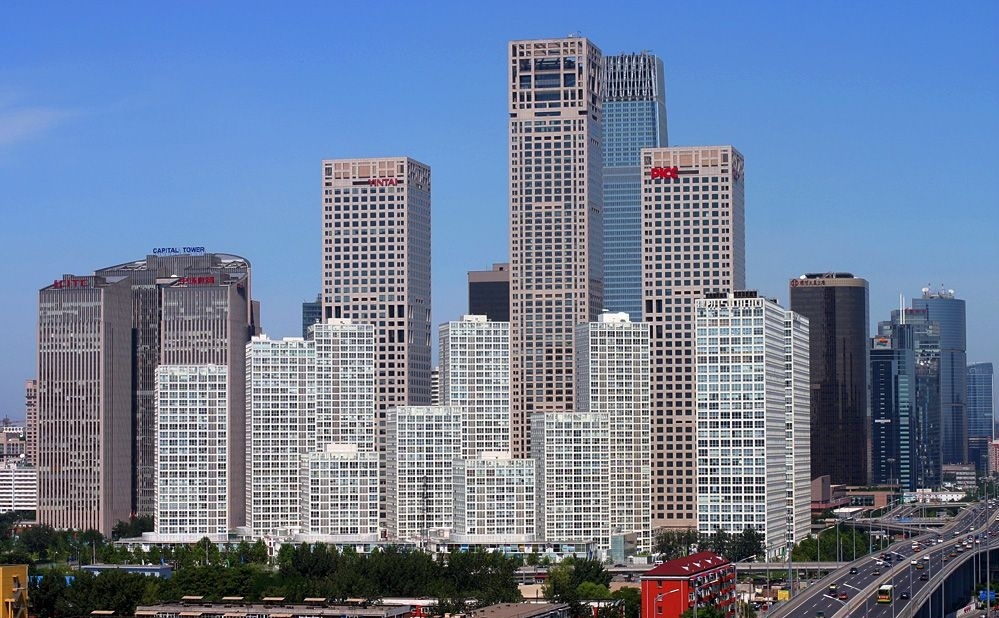
Beijing Yintai Centre i södra delen av Guomao (2008).

Guomao (国贸; Guómào) är ett affärsdistrikt i Peking i Kina. Guomao ligger Pekings centrala finansdistrikt i Chaoyangdistriktet kring östra Tredje ringvägen i östra Peking. Distriktet begränsas i söder av Chang'anavenyn, i norr av Chaoyangavägen (朝阳路), i väster av  Dongdaqiaovägen (东大桥路) och mot öster Västra Dawangvägen (西大望路).
| Pekings tunnelbana |          |                         |
|                    | Linje 1  | Guomao (国贸)           |
|                    | Linje 10 | Guomao (国贸)           |
|                    | Linje 10 | Jintaixizhao (金台夕照) |

## Skyskrapor i Guomao (urval)
- China Zun
- China World Trade Center Tower III
- CCTV:s huvudkontor
- Beijing Yintai Centre